# Kinh doanh đa cấp

Cấu trúc cây rẽ nhánh tiếp thị đa cấp điển hình. Cá nhân màu xanh ở trên cùng sẽ nhận được tiền thưởng từ việc bán hàng của các thành viên màu đỏ ở tuyến dưới.

Kinh doanh đa cấp, tiếp thị đa cấp (tiếng Anh: Multi-Level Marketing) hoặc kinh doanh theo mạng lưới (Network Marketing) là một chiến lược tiếp thị để bán sản phẩm và/hoặc dịch vụ hợp pháp. Doanh thu của công ty kinh doanh đa cấp có nguồn gốc từ lao động không phải trả lương (được gọi là "người bán hàng", "nhà phân phối", "tư vấn viên", "chủ doanh nghiệp độc lập", v.v...) bán các sản phẩm/dịch vụ của công ty, trong khi thu nhập của người tham gia bắt nguồn từ một hệ thống hoa hồng.
Mặc dù mỗi công ty kinh doanh đa cấp đều có "kế hoạch trả tiền hoa hồng" cụ thể cho việc thanh toán thu nhập cho những người phân phối nhưng đặc điểm phổ biến được tìm thấy trong tất cả công ty kinh doanh đa cấp là các kế hoạch trả tiền theo lý thuyết chỉ trả cho người phân phối nếu họ có tối thiểu hai nhánh phân phối tiềm năng. Dòng tiền hoa hồng đầu tiên có thể được thanh toán từ hoa hồng bán hàng của người phân phối bán trực tiếp cho khách hàng bán lẻ. Dòng tiền thứ hai được thanh toán từ các khoản hoa hồng dựa trên doanh số bán hàng của các nhà phân phối khác mà người này đã tuyển dụng được; trong hệ thống phân cấp tổ chức của kinh doanh đa cấp, những người phân phối này được gọi là các nhà phân phối "cấp dưới".
Do đó, các nhân viên bán hàng đa cấp mặc dù vẫn bán sản phẩm trực tiếp cho người tiêu dùng bán lẻ cuối cùng bằng cách giới thiệu sản phẩm và tiếp thị truyền miệng nhưng điều quan trọng nhất là họ cần tuyển dụng người khác tham gia vào công ty với tư cách là nhân viên bán hàng để những người này có thể trở thành nhà phân phối cấp dưới của họ.
Các nghiên cứu của các cơ quan giám sát người tiêu dùng độc lập đã chỉ ra rằng trong 1000 người, có từ 990 đến 999 người (tức là từ 99,0% đến 99,9% số người) bị mất tiền khi tham gia vào kinh doanh đa cấp.

## Mô hình kinh doanh

### Dòng thu nhập
Trong mô hình kinh doanh của kinh doanh đa cấp, hoa hồng có nguồn gốc từ cấu trúc kim tự tháp (tức là từ bán hàng của người tuyển dụng cấp dưới) là doanh thu có lãi lớn nhất. Tuy nhiên, theo thống kê nguồn doanh thu này cũng là nguồn thu nhập thấp nhất. Ngược lại, doanh thu từ bán hàng trực tiếp của những người bán hàng cá nhân có tỷ lệ lãi thấp nhất, nhưng theo thống kê đây là nguồn thu nhập chủ yếu của nhân viên bán hàng. Tuy nhiên đối với đại đa số người tham gia, cả hai nguồn doanh thu này đều không có lợi nhuận sau khi đã trừ chi phí hoạt động.
Theo số liệu thống kê từ Cục Quản lý cạnh tranh trực thuộc Bộ Công Thương, người bán hàng đa cấp tại Việt Nam thu nhập bình quân 316 nghìn đồng/ tháng.

### Thu nhập của nhân viên kinh doanh
Phần lớn những người tham gia kinh doanh đa cấp (hầu hết các nguồn đều ước tính con số hơn 99,25%) có lợi nhuận ròng không đáng kể hoặc không có lãi. Thực tế, đại đa số người tham gia đều mất tiền (sau khi khấu trừ chi phí) để cho một số ít cá nhân ở đỉnh cao nhất của kim tự tháp thu được lợi nhuận đáng kể - thu nhập của các cá nhân này sau đó được công ty kinh doanh đa cấp nhấn mạnh với tất cả người tham gia để khuyến khích họ tiếp tục tham gia và tiếp tục mất tiền.

### Vừa bán hàng vừa tiêu thụ sản phẩm
Người tiêu dùng sản phẩm/dịch vụ của một công ty kinh doanh đa cấp có thể trên lý thuyết chỉ là người tiêu dùng bán lẻ cuối cùng và không phải là người tham gia vào hệ thống kinh doanh đa cấp. Tuy nhiên, trong thực tiễn, đại đa số người tiêu dùng các sản phẩm/dịch vụ đa cấp chính là những người tham gia. Họ là những "nhân viên bán hàng" trong hệ thống kinh doanh đa cấp, người đã được một thành viên tầng trên tuyển dụng trên cơ sở cấu trúc kim tự tháp.
Do đó doanh thu và tổng lợi nhuận của công ty kinh doanh đa cấp được tạo ra từ những người tham gia vào hệ thống. Họ đồng thời vừa là người bán hàng vừa là người tiêu thụ sản phẩm. Chỉ có một phần nhỏ doanh thu và tổng lợi nhuận thu được từ những khách hàng bán lẻ không tham gia vào mô hình kim tự tháp. Nhiều công ty kinh doanh đa cấp không tiết lộ con số tỷ lệ bao nhiêu người tiêu dùng của họ đồng thời là cũng là những người tham gia vào hệ thống. Các công ty khác không lưu trữ những con số này vì họ không phân biệt giữa người tiêu dùng kiêm bán hàng với người tiêu dùng không bán hàng.

### Hầu hết người tham gia mất tiền, công ty có lãi
Kết quả cuối cùng của mô hình kinh doanh đa cấp là công ty bán sản phẩm/dịch vụ thông qua một lực lượng lao động không phải trả lương ("tư vấn viên") làm việc cho công ty kinh doanh đa cấp trên cơ sở duy nhất là tiền hoa hồng, đồng thời khiến đa số người tham gia trở thành những người phải tiêu dùng các sản phẩm/dịch vụ của công ty. Những người tham gia kinh doanh đa cấp nỗ lực bán hàng cho nhau với hy vọng một ngày nào đó họ sẽ ở đỉnh kim tự tháp. Điều này tạo ra lợi nhuận lớn cho các chủ sở hữu thực tế và các cổ đông của công ty.
Nhiều công ty kinh doanh đa cấp tạo ra hàng tỷ đô la doanh thu hàng năm và hàng trăm triệu đô la lợi nhuận hàng năm. Tuy nhiên, lợi nhuận của công ty kinh doanh đa cấp lấy từ tiền của phần lớn những người tham gia mô hình không phải trả lương của công ty. Chỉ có một số nhỏ lợi nhuận sau đó được chia sẻ rõ ràng với một vài cá nhân trên đỉnh của kim tự tháp kinh doanh đa cấp. Thu nhập của những người tham gia hàng đầu sẽ tạo ra ảo ảnh về cách một người có thể trở nên thành công về mặt tài chính nếu tham gia vào kinh doanh đa cấp. Điều này sau đó được công ty kinh doanh đa cấp nhấn mạnh và quảng cáo để tuyển thêm nhiều người tham gia vào hệ thống với dự đoán sai lầm về lợi nhuận thu được trong thực tế vốn chỉ mang tính lý thuyết và khó có thể đạt được về mặt thống kê.
Mặc dù công ty kinh doanh đa cấp chỉ ra doanh thu của những người tham gia hàng đầu như là bằng chứng cho thấy việc tham gia vào kinh doanh đa cấp có thể dẫn đến thành công, nhưng thực tế mô hình kinh doanh đa cấp phụ thuộc vào sự thất bại của đại đa số người tham gia, thông qua việc chuyển tiền từ túi riêng của họ trở thành doanh thu và lợi nhuận của công ty, và công ty chỉ chia sẻ một phần nhỏ số tiền cho một vài cá nhân ở đỉnh của kim tự tháp lợi nhuận. Hầu hết những người tham gia khác đều mất tiền để cho công ty và một số người tham gia hàng đầu có lãi.

### Bán giấc mơ trước, sau đó mới bán sản phẩm và dịch vụ
Mảng bán hàng chính của các công ty kinh doanh đa cấp cho người tham gia và những người tham gia tiềm năng không phải là các sản phẩm/dịch vụ của công ty. Các sản phẩm/dịch vụ chủ yếu phụ thuộc vào mô hình kinh doanh đa cấp. Đúng hơn, phạm vi bán hàng thực sự và sự nhấn mạnh là tạo ra sự tự tin giả tạo cho những người tham gia rằng họ sẽ có khả năng tài chính độc lập thông qua việc tham gia vào kinh doanh đa cấp. Điều này được gọi là bán giấc mơ.
Mặc dù sự nhấn mạnh này luôn luôn được thực hiện trên tiềm năng thành công và sự thay đổi cuộc sống tích cực mà kết quả là "có thể" xảy ra (không phải là "sẽ"), nhưng những người tham gia MLM ít khi được cảnh báo rằng họ không nên dựa vào kết quả thu nhập của những người tham gia khác ở mức cao nhất của kim tự tháp để hy vọng họ cũng kiếm được số tiền như vậy.
Các công ty kinh doanh đa cấp rất hiếm khi nhấn mạnh đến khả năng thất bại, hoặc khả năng xảy ra tổn thất tài chính cực lớn, từ việc tham gia kinh doanh đa cấp. Các công ty kinh doanh đa cấp cũng ít khi nói thẳng rằng: trên thực tế, bất kỳ thành công đáng kể nào của một vài cá nhân ở đỉnh của kim tự tháp phụ thuộc vào sự mất mát và thất bại về tài chính của tất cả những người tham gia khác nằm dưới họ trong mô hình tháp kinh doanh đa cấp.

### Luật lao động
Người bán hàng đa cấp không phải là nhân viên của công ty kinh doanh đa cấp. Người bán hàng không có tiền lương, và họ cũng không nhận được các khoản thưởng hoặc đền bù từ công ty cho lao động có thu nhập và chi phí hoạt động "kinh doanh độc lập" của họ. Thu nhập của người tham gia, nếu có, chỉ được tính từ các khoản hoa hồng từ bán hàng cá nhân hoặc các khoản tiền hoa hồng cho việc bán hàng cá nhân của nhân viên tuyến dưới của họ.
Do không phải là nhân viên, người tham gia kinh doanh đa cấp không được luật lao động bảo vệ. Thay vào đó, các nhân viên bán hàng thường được công ty kinh doanh đa cấp mô tả là "nhà thầu độc lập" hoặc "chủ doanh nghiệp độc lập". Tuy nhiên, những người tham gia không có doanh nghiệp theo ý nghĩa pháp lý truyền thống, vì những người tham gia không có tài sản kinh doanh hữu hình hoặc vô hình có thể mua bán. Tất cả những gì họ kinh doanh đều là tài sản của công ty kinh doanh đa cấp.

## Lịch sử
Nguồn gốc và công ty đầu tiên kinh doanh đa cấp thường là chủ đề gây tranh cãi; nhưng các công ty kinh doanh đa cấp đã có mặt ở Mỹ trong những năm 1920, California Vitamin Company trong những năm 1930, (sau này đổi tên thành Nutrilite) hoặc California Perfume Company (sau đổi tên thành "Avon Products").

### Ổn định và bùng nổ
Tuy nhiên vào đầu thập niên 1970, việc bán hàng đa cấp lại chịu sức ép từ nhiều phía khác nhau. Năm 1975, trong hội đồng liên bang Hoa Kỳ có những người phản đối kinh doanh đa cấp và quy kết nó với cái gọi là "hình tháp ảo" - một hình thức kinh doanh bất hợp pháp. Đây là đòn đánh đầu tiên của chính phủ vào kinh doanh đa cấp. Công ty Amway đứng mũi chịu sào trong bốn năm liền phải theo hầu tòa (từ năm 1975-1979). Sau cùng, cuối năm 1979 toà án thương mại Liên Bang Hoa Kỳ công nhận phương pháp kinh doanh của Amway không phải là "hình tháp ảo" và được chấp nhận về mặt luật pháp. Từ đó Bộ luật đầu tiên về kinh doanh đa cấp đã ra đời tại Mỹ và ngành này chính thức được công nhận. Từ năm 1940 đến 1979 chỉ có khoảng 30 công ty kinh doanh theo mạng ra đời tại Mỹ, đây là giai đoạn được gọi tên là làn sóng thứ nhất..
Từ 1979-1990 (làn sóng thứ hai) là thời kì bùng nổ của kinh doanh theo mạng.
Từ năm 1990, nhờ sự tiến bộ vượt bậc của công nghệ và truyền thông, kinh doanh theo mạng mang màu sắc mới, các nhà phân phối có thể đơn giản hoá công việc của mình nhờ vào điện thoại, internet... Ở giai đoạn này - mà theo các chuyên gia gọi là làn sóng thứ ba - nhà phân phối giỏi không cần phải là một nhà hùng biện và đi lại như con thoi giữa các mạng lưới. Bất kỳ ai cũng có thể sử dụng thời gian nhàn rỗi của mình để tham gia công việc và làm việc ở bất cứ đâu.

### Tại Việt Nam
Đầu thế kỉ 21, kinh doanh đa cấp bắt đầu bước chân vào thị trường Việt Nam. Kinh doanh đa cấp có nhiều công ty lừa đảo núp bóng và một bộ phận không nhỏ nhà phân phối sai trái đã làm cho dư luận bắt đầu lên tiếng phản đối kinh doanh đa cấp.
Một số lý do khác là do động thái của chính quyền quá chậm so với sự phát triển của ngành nghề và sự hạn chế về tầm nhìn, nhận thức của người dân (một phần đả phá kịch liệt, một phần nhẹ dạ tin vào các công ty bất chính).
Đến thời điểm cuối năm 2004, tại Việt Nam đã có khoảng 20 Công ty bán hàng đa cấp phân phối sản phẩm chủ yếu về ngành chăm sóc sức khoẻ và sắc đẹp. Để hoà nhập với xu hướng chung của thế giới cũng như đáp ứng tình hình thực tế tại Việt Nam, hành lang pháp lý về kinh doanh theo mạng đã dần hình thành:
- Ngày 1 tháng 7 năm 2005, luật Cạnh tranh có hiệu lực thi hành trong đó có những điều khoản quy định về bán hàng đa cấp
- Ngày 24 tháng 8 năm 2005, Nghị định 110/2005/NĐ-CP của chính phủ về Quản lý hoạt động bán hàng đa cấp được ban hành phần nào đã tạo ra một hành lang pháp lý để bảo vệ các công ty và nhà phân phối chân chính. [cần dẫn nguồn] Tuy nhiên, nghị định vẫn còn nhiều kẽ hở khiến cho một số công ty lợi dụng.
- Ngày 8 tháng 11 năm 2005, Bộ thương mại ban hành thông tư hướng dẫn một số nội dung tại Nghị định 110/2005/NĐ-CP về quản lý bán hàng đa cấp.

Năm 2006, 2007 được xem là giai đoạn phục hồi của kinh doanh đa cấp tại Việt Nam, khi mà hàng loạt các công ty tăng dần doanh số sau giai đoạn bị báo chí và dư luận đánh tơi tả.
Đầu tháng 10, năm 2009, Hiệp hội bán hàng đa cấp Việt Nam được thành lập. Hiệp hội được thành lập và bổ nhiệm bà Trương Thị Nhi (Tổng giám đốc công ty TNHH TM Lô Hội, nhà đại diện tại Việt Nam của tập đoàn Forever Living Products Hoa Kỳ) là chủ tịch nhiệm kỳ 2009-2014
Năm 2011, với nhiều lý do, kinh doanh đa cấp bùng nổ mạnh mẽ và tạo thành một làn sóng tại Việt Nam, trở thành một trong những kênh phân phối sản phẩm chính thức, bên cạnh các phương thức phân phối khác như: bán hàng qua đại lý, bán hàng theo catalog, bán hàng qua truyền hình... Vào trung tuần tháng 7 năm này, sự cố Agel Việt Nam đã như làm sống lại làn sóng công kích mạnh mẽ từ báo giới về ngành nghề cũng như thực phẩm chức năng. Nguyên nhân là do tại Agel, nhiều người đầu tư tiền tỷ mở hàng loạt mã số để nhanh chóng được lên vị trí, mong kiếm được nhiều hoa hồng. Sau đó, ôm hàng về bán phá giá thị trường.
Tính đến tháng 6/2011, theo báo cáo của Bộ Công Thương, nước Việt Nam đã có 63 doanh nghiệp được cấp giấy đăng ký tổ chức bán hàng đa cấp. Trong đó, Hà Nội đi đầu với 30 doanh nghiệp, thành phố Hồ Chí Minh 29 doanh nghiệp còn lại thuộc về các tỉnh Đồng Nai (2 doanh nghiệp), Bình Dương và Hải Dương.
Năm 2013, Việt Nam có hơn 1 triệu người bán hàng đa cấp.
Ngày 14 tháng 5 năm 2014, Thủ tướng Nguyễn Tấn Dũng ban hành Nghị Định 42/2014/NĐ-CP, bao gồm các quy định về hoạt động bán hàng đa cấp và quản lý hoạt động bán hàng đa cấp. Nghị định này có hiệu lực từ 1 tháng 7 năm 2014.
Tuy nhiên, hiện nay văn bản có hiệu lực là NĐ 40/2018 có hiệu lực từ 2/5/2018 ban hành ngày 12/3/2018

## Luật pháp
Kinh doanh đa cấp (KDĐC) được luật pháp nhiều nước công nhận và đã ban hành luật để quản lý hoạt động này. Ở Việt Nam luật về bán hàng đa cấp được ban hành vào ngày 24 tháng 8 năm 2005.
Tại Việt Nam, Nhà nước và Luật Pháp cho phép về bán hàng đa cấp, nhưng cấm bán hàng đa cấp bất chính. Theo điều 48 Luật Cạnh tranh, Cấm doanh nghiệp thực hiện các hành vi sau đây nhằm thu lợi bất chính từ việc tuyển dụng người tham gia mạng lưới bán hàng đa cấp:
- Yêu cầu người muốn tham gia phải đặt cọc, phải mua một số lượng hàng hoá ban đầu hoặc phải trả một khoản tiền để được quyền tham gia mạng lưới bán hàng đa cấp (một số công ty lách luật bằng cách yêu cầu người tham gia ký vào đơn tự nguyện mua sản phẩm, tuy nhiên, dù là thế nào, phải mua sản phẩm để được tham gia đều là bất hợp pháp).
- Không cam kết mua lại với mức giá ít nhất là 90% giá hàng hóa đã bán cho người tham gia để bán lại;
- Cho người tham gia nhận tiền hoa hồng, tiền thưởng, lợi ích kinh tế khác chủ yếu từ việc dụ dỗ người khác tham gia mạng lưới bán hàng đa cấp;
- Cung cấp thông tin gian dối về lợi ích của việc tham gia mạng lưới bán hàng đa cấp, thông tin sai lệch về tính chất, công dụng của hàng hóa để dụ dỗ người khác tham gia.

## Sản phẩm
Sản phẩm đánh giá sự tồn tại lâu dài của một công ty kinh doanh theo mạng vì vậy sản phẩm trong kinh doanh đa cấp phải có chất lượng tốt (do sản phẩm được lan truyền từ người này đến người khác, nên nếu chất lượng không tốt thì sẽ không có sức lan truyền), c
- Mỹ phẩm
- Thực phẩm ăn uống và Thực phẩm dinh dưỡng chức năng

Ngoài ra, sản phẩm phải đảm bảo tính độc quyền: nghĩa là chỉ bán thông qua các nhà phân phối của công ty, không bán rộng rãi trên thị trường; độc đáo: tức là trên thị trường không có sản phẩm tương tự.

## Hình tháp ảo
Bán hàng đa cấp bất chính hay hình tháp ảo là một hiện tượng biến tướng của phương thức kinh doanh đa cấp, trong đó, lợi nhuận không thực sự được xuất phát từ giới thiệu sản phẩm mà từ việc tuyển dụng các thành viên mới. Đối tượng làm việc của kinh doanh theo mạng là Sản phẩm, còn đối tượng của hình tháp ảo là tiền, cho dù nó thường được quy đổi thành sản phẩm, hay dịch vụ nhất định thì nó vẫn là hình tháp ảo khi số lượng sản phẩm tiêu thụ được sẽ luôn tương xứng với số người tham gia (đối với hình thức chân chính, số lượng sản phẩm bán tùy thuộc vào khả năng nội tại của mỗi người). Khi đó, các công ty hình tháp ảo, sử dụng thuật ngữ "đa cấp" ám chỉ việc những người khởi xướng và phát động hệ thống (nằm ở đỉnh tam giác-kim tự tháp) lợi dụng và bóc lột những thành viên bên dưới (đáy tam giác).
|                    | Kinh doanh đa cấp | Hình tháp ảo |
| ------------------ | --- | --- |
| Cách thức          | Hợp pháp | Bất hợp pháp |
| Cách thức          | Tự nguyện | Có tính chất lôi kéo, ép buộc tham gia                                                                          |
| Cách thức          | Người tham gia bán sản phẩm cho những người ngoài mạng lưới (theo giá lẻ) và tuyển mộ người khác vào mạng lưới (bán sản phẩm theo giá sỉ) | không có bán hàng, chỉ mời người vào mạng lưới                                                                  |
| Cách thức          | Không quan trọng là bạn tham gia khi nào, ở vị trí nào. Phụ thuộc vào cách thức bạn làm việc | Tốt nhất là tham gia từ lúc ban đầu, càng vào sau cơ hội của bạn càng thấp.                                     |
| Phí tham gia       | Không mất phí hoặc mất khoản phí nhỏ để mua tài liệu, làm thẻ. | Mất khoản tiền lớn để tham gia.                                                                                 |
| Đối tượng làm việc | Sản phẩm | Tiền (từ người mới)                                                                                             |
| Hoa hồng           | Phát sinh khi hàng hóa được bán | được nhận khi có thêm người vào mạng lưới                                                                       |
| Hoa hồng           | Phụ thuộc vào cấp bậc và hệ thống | Phụ thuộc chủ yếu vào vị trí trong mạng lưới là cao hay thấp, trên đỉnh hay nằm ở đáy                           |
| Chính sách         | Rõ ràng, minh bạch, thống nhất | Mập mờ, không rõ ràng                                                                                           |
| Chính sách         | Quy định đầy đủ các vấn đề Là dự án hoàn chỉnh: ở đó quy định các chính sách từ khi mới tham gia đến từng bước thành công và cả việc thừa kế và hôn nhân. | Dự án sơ sài, thiếu sót.                                                                                        |
| Chính sách         | Công bằng, không phụ thuộc vào việc tham gia trước hay sau, sớm hay muộn. Đã có rất nhiều nhà phân phối tham gia vào một công ty, khi nó đã được hình thành 10 năm, 20 năm hoặc hơn thế nữa nhưng lại thành công hơn tất cả những người tham gia trước anh ta, kể cả những người thuộc tuyến trên | Chính sách không công bằng: Người vào sau luôn nằm ở đáy và không thể thoát ra độc lập.                         |
| Chính sách         | Không bắt ép mua sản phẩm | Bắt buộc đóng góp một khoản tiền lớn để được tham gia hoặc bắt người tham gia mua một lượng sản phẩm nhất định. |
| Mua sản phẩm       | vì có nhu cầu sử dụng | vì được tham gia mạng lưới để có lợi ích kinh tế hay lợi ích khác Không có nhu cầu sử dụng.                     |
| Sản phẩm           | Chất lượng tốt | Chất lượng bình thường hoặc kém chất lượng, được nâng giá cao gấp nhiều lần để chi trả hoa hồng.                |
| Sản phẩm           | Được tiêu thụ cả bên trong và ngoài mạng lưới | Chỉ được tiêu thụ bên trong hình tháp.                                                                          |
| Sản phẩm           | Được hướng dẫn về sản phẩm trước khi chia sẻ | Không được hướng dẫn hoặc hướng dẫn qua loa.                                                                    |
| Sản phẩm           | Nhà phân phối am hiểu và đam mê sản phẩm | Khà phân phối Không chú trọng đến sản phẩm, thường rất mập mờ về tính năng và công dụng sản phẩm.               |
| Sản phẩm           | Giá mua của nhà phân phối thấp hơn giá thị trường | Không thể bán ra thị trường hoặc bán ra với giá thấp hơn giá mua sỉ.                                            |
| Sản phẩm           | Cam kết nhận lại sản phẩm và trả lại ít nhất 90% giá trị | Không cam kết hoặc cố tình trì hoãn thực hiện nhận lại sản phẩm.                                                |
| Nhà phân phối      | Được đào tạo để trở thành chuyên gia | Chỉ phát triển rất ít kĩ năng.                                                                                  |

Tuy nhiên, việc phân biệt công ty minh bạch hay bất chính rất khó với đa số người dân, nhất là những người chưa hiểu rõ về kinh doanh đa cấp. Người ta thường hiểu kinh doanh đa cấp theo nhiều cách khác nhau và sai lệch, số ít người hiểu Kinh doanh theo mạng và Bán hàng đa cấp là hai hình thức khác nhau nhưng thực chất chúng chỉ là một.

## Kinh doanh đa cấp ở Việt Nam
Điều 5, Nghị định 110/2005/NĐ-CP của Chính phủ Việt Nam quy định về hàng hóa được kinh doanh theo phương thức bán hàng đa cấp như sau:
1. Tất cả hàng hóa đều được kinh doanh theo phương thức này, trừ những trường hợp sau:
  - Hàng hóa thuộc Danh mục hàng hóa cấm lưu thông, Danh mục hàng hóa hạn chế kinh doanh, hàng giả, hàng nhập lậu
  - Thuốc (thuốc phòng chữa bệnh cho người, thuốc thú y và thú y thủy sản, vắc xin, sinh phẩm; trang thiết bị y tế và dụng cụ y tế; nguyên liệu làm thuốc chữa bệnh
  - Thuốc bảo vệ thực vật, hóa chất diệt côn trùng, diệt khuẩn; các loại chất độc hại và sản phẩm có hóa chất độc hại.
2. Hàng hóa phải đáp ứng các điều kiện sau:
  - Đảm bảo tiêu chuẩn chất lượng, an toàn, vệ sinh thực phẩm.
  - Đảm bảo rõ ràng, hợp pháp về nguồn gốc, xuất xứ tính năng, công dụng của hàng hóa;
  - Có nhãn hàng hóa theo đúng quy định pháp luật.
  - Giá trị chia sẻ không vượt quá giá trị lợi nhuận của sản phẩm. Ví dụ lợi nhuận khi bán 1 sản phẩm chiếm 20% giá trị sản phẩm thì giá trị chia sẻ tổng cho người bán và các cấp giới thiệu (nếu có) không được vượt quá mức này.
  - Một điểm cần lưu ý: dịch vụ là một dạng sản phẩm nhưng dịch vụ không phải là hàng hóa, trong luật ở hầu hết các nước không thừa nhận dịch vụ là một sản phẩm để lưu thông bằng phương thức kinh doanh đa cấp. Năm 2013, [cần dẫn nguồn]

### Lừa đảo
Tại Việt Nam, các công ty đa cấp thường xuyên bị Bộ Công Thương công bố xử phạt, từ đó gây mất lòng tin cho người tiêu dùng và người bán hàng..
- Công ty cổ phần Liên kết sản xuất thương mại Việt Nam (Liên kết Việt) của đại tá giả Lê Xuân Giang đến ngày 22-2-2016, chỉ trong vòng 1 năm từ khi hoạt động, đã lừa 60 ngàn nhà phân phối lấy tiền từ mức tối thiểu là 8,6 triệu đồng cho đến khoảng 3 tỷ đồng, thu vào được 1.900 tỷ đồng.[27]
- Hơn thế, ngày càng xuất hiện nhiều ứng dụng đa cấp biến tướng tinh vi nhằm lừa tiền của nhiều người dân. Chúng núp bóng các hình thức mới, mượn danh công nghệ blockchain, tiền điện tử, quyền chọn nhị phân để chiêu dụ những "nhà đầu tư" trẻ tuổi.[28]
- Tối ngày 11/5/2021 và rạng sáng ngày 12/5/2021, trang cá nhân của một số người nổi tiếng ở Việt như Nam Thư, Lê Dương Bảo Lâm, Kiều Minh Tuấn, Ngọc Trinh... đăng bài viết nhắc đến Dogecoin, Shiba Inu, FXT Token cùng nhiều đồng tiền mã hóa Lion Group (hay Lion Team, Lion Community) được điều tra là lừa đảo khách hàng (VTV đã đưa tin) và các nghệ sĩ này đã xóa bài viết không lâu sau đó.[29]